# Гидрофильно-липофильный баланс

Шкала ГЛБ, отображающая классификацию ПАВ

Гидрофи́льно-липофи́льный бала́нс (ГЛБ) поверхностно-активных веществ (ПАВ) является числовой мерой того, в какой степени вещество является гидрофильным либо липофильным. Число определяется посредством расчета количественных соотношений соответствующих участков молекулы, как описано Гриффином в 1949  и 1954  годах. Предлагались и другие методы, в частности, метод Дэвиса (1957) .

## Метод Гриффина
Метод Гриффина для неионогенных ПАВ, как описано в 1954, использует формулу:
{\displaystyle H=20\,{\frac {M_{h}}{M}}},
где {\displaystyle M_{h}} — молекулярная масса гидрофильной части молекулы, а {\displaystyle M} — молекулярная масса всей молекулы. Формула даёт результат по шкале от 0 до 20. Значение ГЛБ 0 соответствует полностью липофильным (гидрофобным) молекулам, а значение 20 соответствует полностью гидрофильным (липофобным) молекулам.
Значение ГЛБ может быть использовано для прогнозирования свойств молекулы ПАВ:
- < 10: жирорастворимые (водонерастворимые)
- > 10: водорастворимые (жиронерастворимые)

| Применение                                       | Применение                                        | Применение                              | Дисперсионность в воде                  | Дисперсионность в воде                  |
| 0 — полностью липофильные (гидрофобные)          | 0 — полностью липофильные (гидрофобные)           | 0 — полностью липофильные (гидрофобные) | 0 — полностью липофильные (гидрофобные) | 0 — полностью липофильные (гидрофобные) |
| ------------------------------------------------ | ------------------------------------------------- | --------------------------------------- | --------------------------------------- | --------------------------------------- |
| 1 — 3 пеногаситель                               |                                                   |                                         | 1 — 6 отсутствует                       |                                         |
| 1 — 3 пеногаситель                               | 3 — 8 эмульгатор обратных эмульсий (вода в масле) | 3 — 6 плохая                            | 1 — 6 отсутствует                       |                                         |
|                                                  | 3 — 8 эмульгатор обратных эмульсий (вода в масле) | 3 — 6 плохая                            | 1 — 6 отсутствует                       |                                         |
|                                                  | 3 — 8 эмульгатор обратных эмульсий (вода в масле) | 3 — 6 плохая                            |                                         |                                         |
| 6 — 8 «молочная» после перемешивания             | 3 — 8 эмульгатор обратных эмульсий (вода в масле) | 3 — 6 плохая                            |                                         |                                         |
| 7 — 9 смачивающий и усиливающий растекание агент | 3 — 8 эмульгатор обратных эмульсий (вода в масле) |                                         |                                         |                                         |
| 8 — 16 эмульгатор прямых эмульсий (масло в воде) | 3 — 8 эмульгатор обратных эмульсий (вода в масле) | 8 — 10 стабильная «молочная»            |                                         |                                         |
| 8 — 16 эмульгатор прямых эмульсий (масло в воде) |                                                   | 8 — 10 стабильная «молочная»            |                                         |                                         |
| 8 — 16 эмульгатор прямых эмульсий (масло в воде) | 10 — 13 прозрачная дисперсия                      | 8 — 10 стабильная «молочная»            |                                         |                                         |
| 8 — 16 эмульгатор прямых эмульсий (масло в воде) |                                                   |                                         |                                         |                                         |
| 8 — 16 эмульгатор прямых эмульсий (масло в воде) | 13 — 16 детергент, моющее средство                | >13 чистый раствор                      |                                         |                                         |
| 8 — 16 эмульгатор прямых эмульсий (масло в воде) | 13 — 16 детергент, моющее средство                | >13 чистый раствор                      |                                         |                                         |
| 8 — 16 эмульгатор прямых эмульсий (масло в воде) | 13 — 16 детергент, моющее средство                | >13 чистый раствор                      | 16 — 18 растворитель или гидротроп      |                                         |
|                                                  |                                                   | >13 чистый раствор                      |                                         |                                         |
|                                                  |                                                   | >13 чистый раствор                      |                                         |                                         |
| 20 — полностью гидрофильные (липофобные)         |                                                   |                                         |                                         |                                         |

## Метод Дэвиса
В 1957 году Дэвис предложил метод, основанный на учете значений ГЛБ функциональных групп молекулы. Преимущество этого метода заключается в том, что он учитывает влияние сильных и слабых гидрофильных групп. Липофильным группам приписано одинаковое значение −0.475. В методе используется формула:
{\displaystyle H=7+\sum _{i\mathop {=} 1}^{m}H_{i}-0.475\cdot n},
где {\displaystyle m} — количество гидрофильных групп в молекуле; {\displaystyle H_{i}} — число для {\displaystyle i}-ой гидрофильной группы (см. таблицу); {\displaystyle n} — количество липофильных групп в молекуле.
| Гидрофильные группы                | {\displaystyle H_{i}} | Липофильные группы | {\displaystyle H_{i}} |
| ---------------------------------- | --------------------- | ------------------ | --------------------- |
| -SO4−Na+                           | 38.7                  | -CH-               | −0.475                |
| -COO−K+                            | 21.1                  | -CH2-              | −0.475                |
| -COO−Na+                           | 19.1                  | -CH3               | −0.475                |
| -N (третичный амин)                | 9.4                   | =СН-               | −0.475                |
| Сложный эфир (сорбитановое кольцо) | 6.8                   |                    |                       |
| Сложный эфир (свободный)           | 2.4                   |                    |                       |
| -СООН                              | 2.1                   |                    |                       |
| Гидроксил (свободный)              | 1.9                   |                    |                       |
| -О-                                | 1.3                   |                    |                       |
| Гидроксил (сорбитановое кольцо)    | 0.5                   |                    |                       |